# Jungle Girl
Jungle Girl – singel polskiej raperki Young Leosi oraz polskiego rapera Żabsona, promujący minialbum, zatytułowany Hulanki. Singel został wydany 5 sierpnia 2021.
Nagranie otrzymało w Polsce status diamentowej płyty.

## Geneza utworu i historia wydania
Utwór napisali i skomponowali Sara Sudoł, Mateusz Zawistowski i Palmmanny.
Singel ukazał się w formacie digital download 5 sierpnia 2021 w Polsce za pośrednictwem wytwórni płytowej Internaziomale w dystrybucji Universal Music Polska. Kompozycja została umieszczona na debiutanckim minialbumie Young Leosi – Hulanki.

## Teledysk
Do utworu powstał teledysk, który udostępniono 6 sierpnia 2021 za pośrednictwem serwisu YouTube.

## Lista utworów
- Digital download[4]

1. „Jungle Girl” – 2:58

## Certyfikaty
| Kraj          | Certyfikat       |
| ------------- | ---------------- |
| Polska (ZPAV) | diamentowa płyta |